# Référendum constitutionnel biélorusse de 2004
Le référendum constitutionnel biélorusse de 2004 a lieu le 17 octobre 2004 en Biélorussie afin de permettre à la population de se prononcer sur un amendement de la constitution de 1994 supprimant la limitation du président de la République à un maximum de deux mandats.
Porté par le président en exercice Alexandre Loukachenko, il vise à lui permettre de briguer un troisième mandat, son deuxième arrivant à échéance en 2006. 
Le projet est approuvé à une large majorité de 88,91 % des suffrages exprimés, pour un taux de participation de 90,28 %. Il recueille les votes positifs de plus de la moitié du total des inscrits sur les listes électorales, ce qui lui permet d'être validé.

## Contexte
Le président Alexandre Loukachenko est au pouvoir depuis sa première élection en 1994. Celle ci est suivie deux ans plus tard d'une extension exceptionnelle de deux ans de son mandat, approuvée par référendum. Après ce premier quinquennat, ainsi transformé en septennat, Loukachenko est réélu en 2001 pour un second mandat de cinq ans.
L'article 81 paragraphe 1 de la constitution de 1994 lui interdit alors de se faire réélire, celui ci disposant que « Le président est élu directement par le peuple de la République de Biélorussie pour un mandat de cinq ans au suffrage universel, libre, égal, direct et secret. La même personne n'est rééligible qu'une fois. »,.
Le 7 septembre 2004, Loukachenko convoque par décret un référendum visant à amender cet article de manière à en supprimer la phrase « La même personne n'est rééligible qu'une fois ». Le référendum est obligatoire, l'article 140 de la Constitution de la Biélorussie imposant la tenue d'un référendum pour valider les révisions constitutionnelles concernant notamment le chapitre IV, dans lequel figure l'article 81. Ce même article 140 impose pour en valider le résultat qu'une majorité absolue de l'ensemble des électeurs inscrits sur les listes électorales vote en faveur du projet,.
Le référendum est organisé en même temps que les élections législatives. La question posée est « Autorisez-vous le premier président de la République de Biélorussie, Alexandre Loukachenko, à participer à une élection en tant que candidat au poste de président de la République de Biélorussie, et autoriser vous l'article 81, paragraphe 1, de la Constitution de la République du Biélorussie à être modifié comme suit : "Le président est élu directement par le peuple de la République de Biélorussie pour un mandat de cinq ans au suffrage universel, libre, égal, direct et secret." »,.

## Résultats
| Choix               | Votants   | Votants | Inscrits | Inscrits |
| Choix               | Voix      | %       | %        | Quorum   |
| ------------------- | --------- | ------- | -------- | -------- |
| Pour                | 5 548 477 | 88,91   | 79,42    | ✔ 50 %   |
| Contre              | 691 917   | 11,09   | 9,90     |          |
|                     |           |         |          |          |
| Votes valides       | 6 240 394 | 98,94   | 89,33    |          |
| Blancs et invalides | 67 001    | 1,06    | 0,95     |          |
| Total des votants   | 6 307 395 | 100,00  | 90,28    |          |
|                     |           |         |          |          |
| Abstentions         | 678 768   |         | 9,72     |          |
| Inscrits            | 6 986 163 | 100,00  |          |          |

Répartition des suffrages exprimés :
| Pour 5 548 477 (88,91 %) |  | Contre 691 917 (11,09 %) |
| ▲                        |  |                          |
| Majorité absolue         |  |                          |

Répartition des inscrits :
| Inscrits pour (79,42 %) |  |  | Autres inscrits (20,58 %) |
| ▲                       |  |  |                           |
| Majorité absolue        |  |  |                           |

## Suites
L'amendement est approuvé à une large majorité, et validé par la majorité des inscrits. En mars 2006, Alexandre Loukachenko est réélu pour un troisième mandat.